# Deus Irae
Deus Irae – postapokaliptyczna powieść autorstwa Philipa K. Dicka i Rogera Zelazny’ego z 1976 roku. Tytuł jest nawiązaniem do chrześcijańskiej sekwencji pogrzebowej Dies irae (z łac. dzień gniewu).
Dick po rozpoczęciu pracy nad powieścią doszedł do wniosku, że posiada za mało wiadomości na tematy chrześcijańskie, dlatego zaprosił do współpracy Zelazny’ego. Po dwunastu latach praca została zakończona.

## Fabuła
Po wojnie nuklearnej nastąpiła era nowej religii opartej na gniewie i strachu Boga Gniewu – Deus Irae. Pozbawiony kończyn artysta Tibor McMasters wyrusza na poszukiwanie ludzkiej postaci Boga Gniewu, człowieka który rozpętał wojnę, Carletona Lufteufela, by namalować jego twarz na fresku.